# Цербер (спътник)
Вижте пояснителната страница за други значения на Цербер.
Цербер (S/2011 (134340) 1) е естествен спътник на Плутон, с големина около 19 км в най-дългата част. Открит е на 20 юли 2011 г., което го прави четвърти по ред на откриване. Преди него са открити Харон (през 1978 г.), и Никта и Хидра (през 2005 г.). Той е по-голям от петия известен спътник Стикс.
Първоначалното име е P4.

## Забележки
1. ↑  Showalter, M. R. и др. New Satellite of (134340) Pluto: S/2011 (134340) 1 //  Central Bureau for Astronomical Telegrams.   Unio Astronomica Internationalis, 20 Iulii 2011. Посетен на 20 Iunii 2011..